# Macronyx grimwoodi
El bisbita de Grimwood (Macronyx grimwoodi) es una especie de ave paseriforme de la familia Motacillidae propia del centro de África.

## Distribución y hábitat
Se encuentra en Angola, República Democrática del Congo, y Zambia.
Su hábitat natural son las praderas inundables tropicales y las praderas bajas.